# Campionati mondiali di sci alpino paralimpico

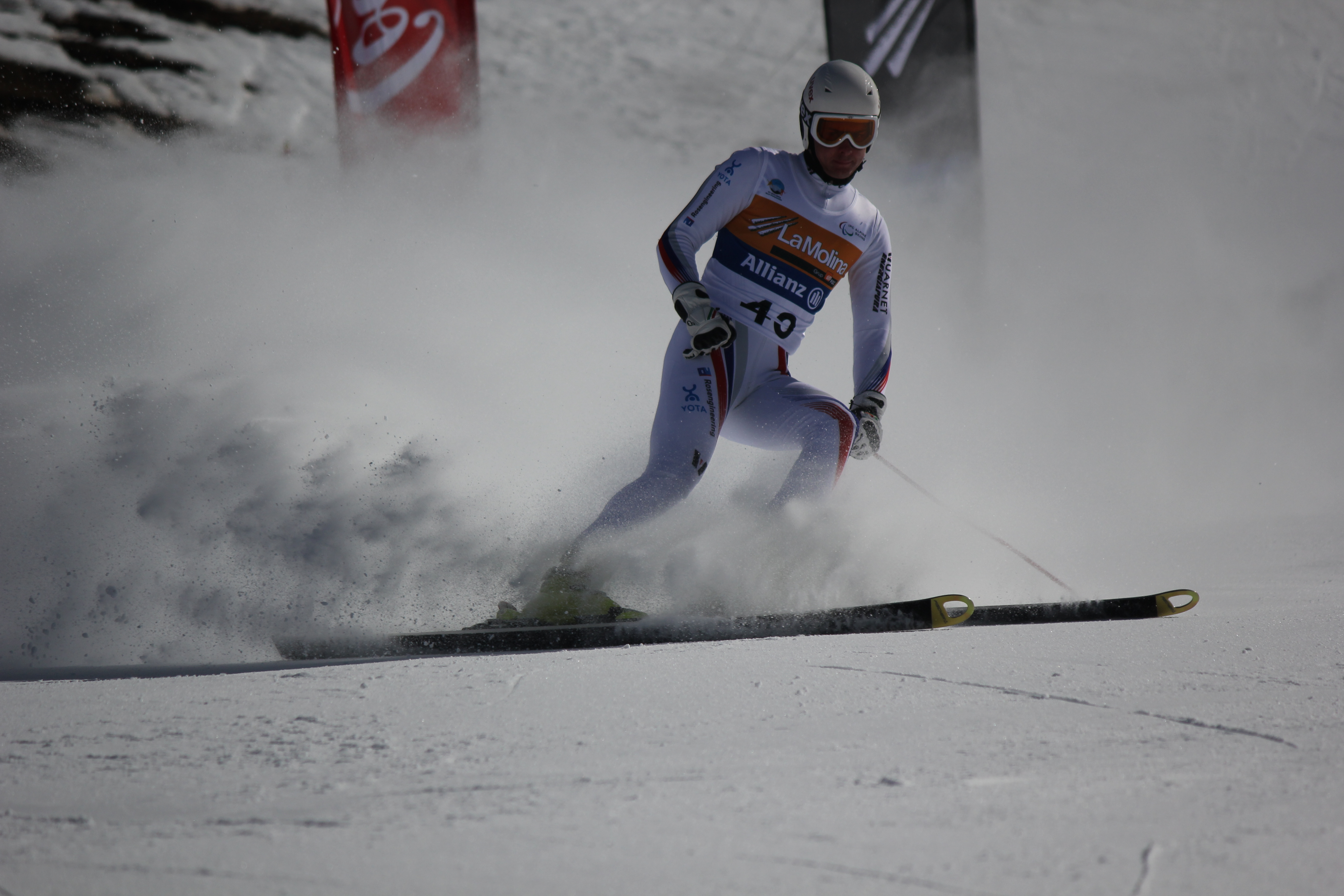
Aleksandr Aljab'ev, rappresentante della Russia ai Campionati mondiali di sci alpino IPC 2013 a La Molina in Spagna. Secondo giorno di gara. Finale del superG.

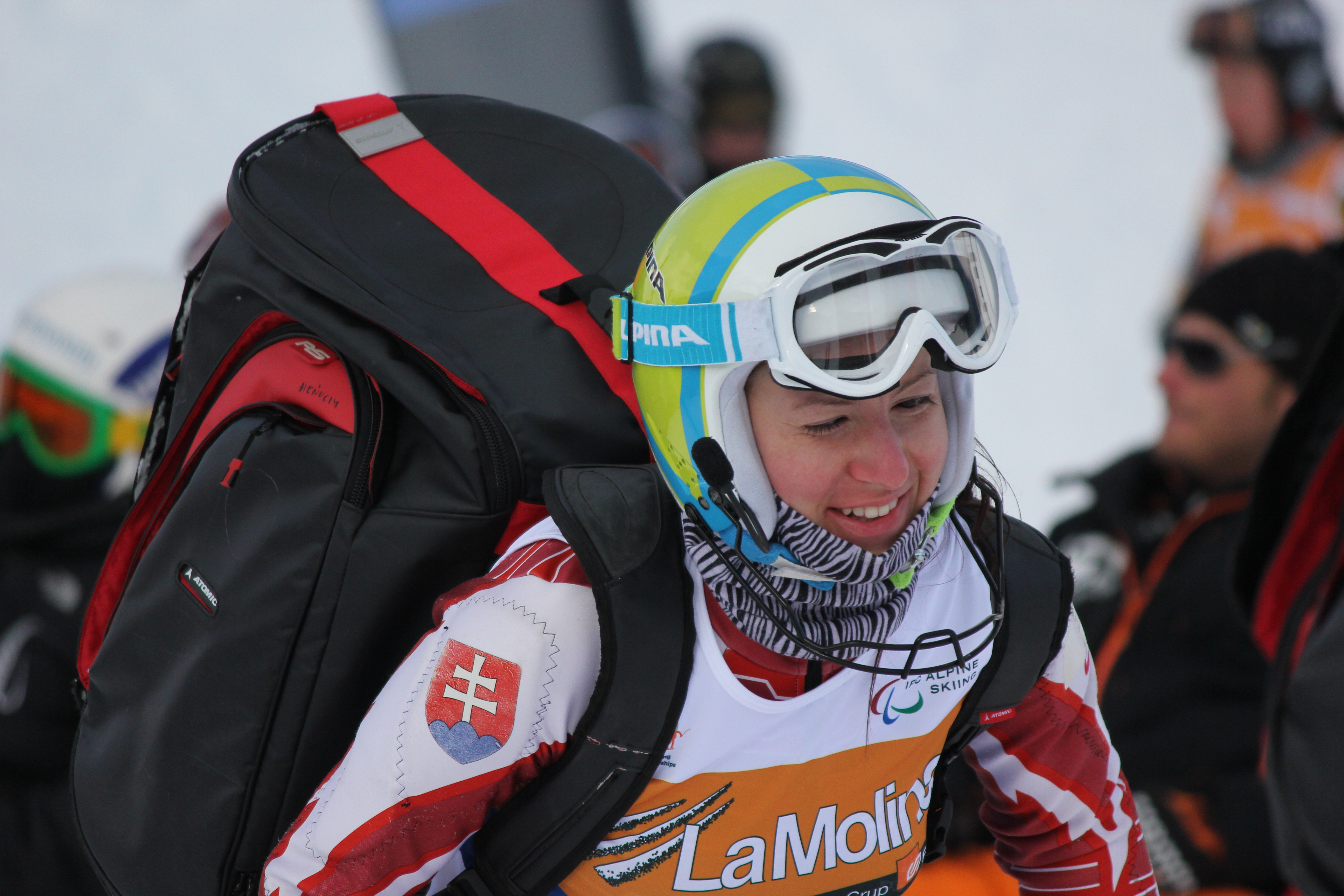
Henrieta Farkašová, rappresentante della Slovacchia, è diventata campionessa del mondo dopo questa gara. Campionati Mondiali di sci alpino IPC 2013 a La Molina in Spagna. Terzo giorno di gara. Slalom finale.

I Campionati mondiali di sci alpino paralimpico, conosciuti prima dell'edizione 2017 con il nome di Campionati mondiali di sci alpino IPC, insieme ai Giochi paralimpici invernali, sono il livello più prestigioso della competizione internazionale di sci alpino paralimpico. Tenutisi per la prima volta nel 1974, i Campionati del Mondo si sono svolti ogni quattro anni (anni pari non paralimpici) dal 1982 al 2004; a partire dal 2009, si tengono ogni due anni, negli anni dispari.
La transizione dello svolgimento dei Campionati del Mondo da quattro anni a ogni due anni, doveva avvenire originariamente nel 2007. L'edizione 2007 era prevista per Klosters, in Svizzera, ma gli organizzatori hanno ritirato la loro offerta all'inizio del 2006, motivando la decisione con la mancanza di fondi. Il Comitato Paralimpico Internazionale ha inizialmente tentato di trovare un host sostitutivo per i Campionati del 2007, ma ad aprile ha deciso di annullare completamente l'evento.
Il 30 novembre 2016 l'IPC, che funge da organo di governo internazionale per lo sci alpino per atleti con disabilità, ha adottato il marchio "World Para" per i comitati che governano tutti gli sport con disabilità per i quali funziona da federazione internazionale. Di conseguenza, gli eventi del campionato mondiale di sci alpino IPC sono stati da allora conosciuti come "Campionati mondiali di sci alpino paralimpico".

## Edizioni
| Anno | Date                            | Luogo                     | Paese                    | Evento                                                 | Note |
| ---- | ------------------------------- | ------------------------- | ------------------------ | ------------------------------------------------------ | --- |
| 1972 |                                 | Courchevel                | Francia                  | Giochi Mondiali Invernali                              | Non un campionato mondiale ufficiale |
| 1974 |                                 | Le Grand-Bornand          | Francia                  | Campionati del mondo di sci                            | 1º campionato, ha caratterizzato lo sci alpino (discesa libera) e nordico (sci di fondo), detenuto dall'Organizzazione sportiva internazionale per disabili (ISOD),                                     |
| 1982 |                                 | Alpes Vaudoise            | Svizzera                 | Campionati del mondo di sci per disabili 1982          | [ 2 ] |
| 1986 |                                 | Sälen                     | Svezia                   | Campionati del mondo di sci per disabili 1986          | 3º campionato |
| 1990 | 28 febbraio - 7 marzo           | Winter Park, Colorado     | Stati Uniti (bandiera)   | Campionati del mondo di sci per disabili 1990          | [ 3 ] |
| 1996 |                                 | Lech                      | Austria (bandiera)       | Campionati del mondo di sci per disabili 1996          | [ 3 ] |
| 2000 |                                 | Ayent                     | Svizzera (bandiera)      | Campionati del mondo di sci per disabili 2000          | 6ª volta che i campionati mondiali di sci alpino e nordico si sono svolti in contemporanea e ospitati dallo stesso Comitato organizzatore, 23 nazioni, oltre 500 atleti                                 |
| 2004 | 30 gennaio - 6 febbraio         | Wildschönau               | Austria (bandiera)       | Campionati mondiali di sci alpino paralimpico 2004 IPC | |
| 2007 |                                 | Klosters                  | Svizzera (bandiera)      | Annullato                                              | Annullato per mancanza di fondi. |
| 2009 | 19 febbraio - 1 marzo           | Pyeongchang               | Corea del Sud (bandiera) | Campionati mondiali di sci alpino paralimpico 2009 IPC | |
| 2011 | 14 - 23 gennaio                 | Sestriere                 | Italia (bandiera)        | Campionati mondiali di sci alpino paralimpico 2011 IPC | |
| 2013 | 18 - 27 febbraio                | La Molina                 | Spagna (bandiera)        | Campionati mondiali di sci alpino paralimpico 2013 IPC | [ 7 ] |
| 2015 | 2 - 10 marzo                    | Panorama Mountain Village | Canada (bandiera)        | Campionati mondiali di sci alpino paralimpico 2015 IPC | |
| 2017 | 22 - 31 gennaio                 | Tarvisio                  | Italia                   | Campionati mondiali di sci alpino paralimpico 2017     | [ 8 ] |
| 2019 | 21 - 24 gennaio 28 - 31 gennaio | Sella Nevea/Kranjska Gora | /                        | Campionati mondiali di sci alpino paralimpico 2019     | [ 9 ] |
| 2022 | 8 - 23 gennaio                  | Lillehammer               | Norvegia                 | Campionati mondiali di sci alpino paralimpico 2021     | Sci alpino, para biathlon, sci di fondo paralimpico e para snowboard si sono svolti tutti in questi campionati, inoltre è servito come evento di qualificazione per le Paralimpiadi invernali del 2022. |
| 2023 | 19 - 29 gennaio                 | Espot                     | Spagna                   | Campionati mondiali di sci alpino paralimpico 2023     | |
| 2025 | 4 - 11 febbraio                 | Maribor                   | Slovenia                 | Campionati mondiali di sci alpino paralimpico 2025     | |

## Medagliere (2009)
[da aggiornare]
| Pos. | Nazione       | Oro | Argento | Bronzo | Totale |
| ---- | ------------- | --- | ------- | ------ | ------ |
| 1    | Canada        | 9   | 6       | 1      | 16     |
| 2    | Germania      | 6   | 1       | 5      | 12     |
| 3    | Austria       | 4   | 7       | 2      | 13     |
| 4    | Slovacchia    | 3   | 3       | 3      | 9      |
| 5    | Stati Uniti   | 3   | 3       | 1      | 7      |
| 6    | Australia     | 2   | 0       | 1      | 3      |
| 7    | Giappone      | 1   | 4       | 7      | 12     |
| 8    | Italia        | 1   | 2       | 3      | 6      |
| 9    | Spagna        | 1   | 2       | 1      | 4      |
| 10   | Francia       | 1   | 1       | 1      | 3      |
| 11   | Svizzera      | 0   | 1       | 2      | 3      |
| 12   | Nuova Zelanda | 0   | 1       | 0      | 1      |
| 13   | Rep. Ceca     | 0   | 0       | 3      | 3      |
| 14   | Belgio        | 0   | 0       | 1      | 1      |